# Visa Electron

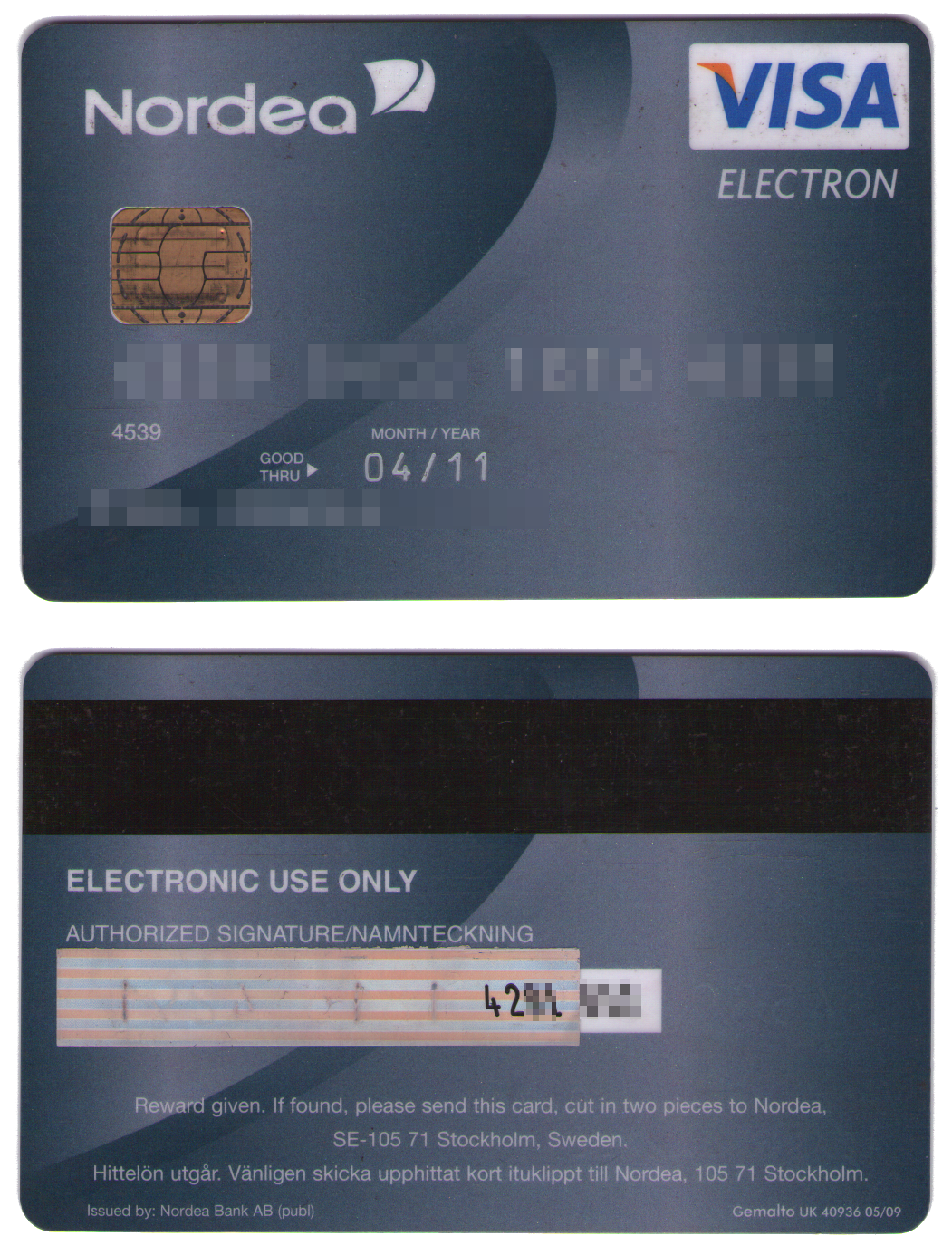
Carte Visa Electron suédoise illustrant le nouveau logo d’Electron.

La carte Visa Electron est une carte de paiement à autorisation systématique utilisant le système de paiement Visa. Elle est disponible dans tous pays à l'exception du Canada, de l'Australie, de l'Irlande, de l'Argentine et des États-Unis. La Visa Electron requiert, à la différence de la Visa Debit, la présence de l'intégralité des fonds lors d'une transaction ; elle ne permet pas de découvert. Ainsi, la Visa Electron est plus courante chez les jeunes et les clients dont le dossier de crédit est mauvais.
Cette carte est dépourvue d'embossage, et les paiements ne sont autorisés qu'après un contrôle du solde en temps réel. Elle sert aussi aux paiements en ligne.
Les cartes Visa Electron sont en fort déclin car délaissées par les banques au profit des cartes Visa Debit et Mastercard,,.